# 渋谷区短大生切断遺体事件
渋谷区短大生切断遺体事件（しぶやくたんだいせいせつだんいたいじけん）とは、2006年（平成18年）12月30日に東京都渋谷区で発生した殺人・死体損壊事件。取り調べにより兄が妹を殺害したことが判明した。

## 事件の概要
2006年（平成18年）12月30日午後、歯科医師の両親と大学生の長男が帰省中だったため、東京都渋谷区の自宅の中で予備校生の次男（当時21歳）と短大生の長女（当時20歳）が2人きりとなっていた。2人は家族や生活態度などについて1時間に渡り話し続けたが、やがて口論となり、加害者は木刀で被害者の頭を木刀で殴りつけた後にタオルで首を絞め、浴槽に頭を沈めて殺害した。さらに、浴室で遺体のこぎりで被害者の体を首や腕、脚の各関節部分を中心に15カ所でバラバラに切断した。その後、切断に使用した刃物や壁、床の血痕をふき取り、返り血の付いた自分の衣服を洗濯するなどして入念に証拠隠滅を図った。切断した遺体はビニール袋4袋に入れ、合宿終了後に捨てるため、自室の3階洋間のクローゼット内などに隠した。
翌日（12月31日）に次男は予備校合宿に参加していたが、出発前に帰省していた父親に「友人からもらった観賞魚のサメが死んだので、においがしても部屋を開けないで」と話すなど事件の隠蔽工作をしていた。2007年（平成19年）1月3日午後9時ごろ、母親が自宅3階の部屋で袋詰めの長女の遺体を発見。午後10時半ごろ、父親が警視庁代々木警察署に届け出た。1月4日の早朝、神奈川県葉山町内で予備校の合宿授業を受けていた次男を任意同行。当初は「何もしていない。何のことかわからない」と関与を否定していたが、同日午後になって犯行を認めたため、死体損壊の容疑で逮捕された。1月15日に殺人の容疑で再逮捕された。
タブロイド紙や週刊誌はその猟奇性を取り上げ、次男の異常性を報道した。家庭内で父や兄にドメスティックバイオレンスを受けたという一部報道もあった。また、殺害された長女についても、家出経験があるなど自由奔放な性格で、女優として舞台やVシネマに出演していたなどと報道された。しかし、いずれも出典はあやふやであるため、臆測の域を出ない情報が多く、情報は錯綜していた。さらに直後に起こった新宿・渋谷エリートバラバラ殺人事件と比較する報道も確認されている。警察は2月5日に殺人、死体損壊の罪で起訴した際、週刊誌などで報道されたような性的趣味や死体趣味は一切ないと発表した。
警視庁は2月9日、凶器として押収された木刀、のこぎりと家族が着ていた衣類2点の重要証拠品4点を紛失したと発表した。重要証拠品は自宅から押収し、代々木警察署に保管しており、本来、証拠品は管理ロッカーで保管するが、4点は鑑定に出す予定があったため、紙袋に入れ、さらに段ボール箱に入れて床に置いていた。しかし、1月6日に捜査一課の捜査員がゴミと間違えて処分してしまい、翌日紛失に気づいたという。しかし裁判では代替品を用いることにするとして、多少の損失はあるが大きな問題はないとされている。

## 裁判
2007年（平成19年）7月31日 、東京地方裁判所で初公判が開かれ、次男は起訴事実を認めた。弁護側は事実関係を認める一方で、事件当時は「心神喪失か心神耗弱状態だった」と責任能力を争う姿勢を示した。後に弁護側の請求に基づいて精神鑑定が行われ、「犯行時には精神障害が発生し、殺害時は心神耗弱、遺体切断時は心神喪失状態だった」とする鑑定結果が出ている。
2008年（平成20年）5月12日、論告求刑公判で、検察側は「完全責任能力があったのは明らか」として、懲役17年を求刑した。弁護側は「被告に責任能力はなかった」と無罪を主張し、一連の裁判は結審した。同年5月27日に行われた判決公判で次男に懲役7年の判決が下された。判決では、死体損壊に関しては、精神鑑定について「鑑定手法や判断方法に不合理なところはなく、十分に信頼できる」とし、「解離性同一性障害（多重人格）により、心神喪失状態にあった」として弁護側の主張を認め、無罪とした。一方、殺人に関しては、それまでの1か月間、日常生活をトラブルなく送っていたこと、犯行後、父親に対し犯行発覚を防ぐ言動をとっていたことなどから、「制御能力が低下していたことは否定できないが、責任能力が限定されるほどではない」とし、完全責任能力を認め、有罪とした。その上で、両親に気付かれないまま精神障害に罹患して行動制御能力が落ちていたことや、長女の挑発的な言動がきっかけとなった衝動的な犯行だったことなど、被告に有利な事情を考慮した。
しかし、2009年（平成21年）4月28日、東京高等裁判所で行われた2審判決では1審判決を破棄、さらには被告人の多重人格を否定し死体損壊の責任能力を認め、懲役12年を言い渡した。
同年5月9日、2審判決を不服として、弁護側が最高裁判所に上告した。同年9月16日、最高裁判所は2審判決を支持、上告を棄却したため、懲役12年が確定した。